# Can't Leave 'em Alone
Can't Leave 'Em Alone är en singel av Ciara och 50 Cent. Den finns på Ciaras andra album Ciara: The Evolution. Egentligen skulle låten My Love vara den fjärde singeln men till slut blev det Can't Leave 'Em Alone. Låten är producerad av Darkchild.